# 向久家
向 久家（むかい ひさいえ、生没年不詳 ）は戦国時代から安土桃山時代の越前国の戦国武将。景乙とも。駿河守。父は向光繁、子に向景友。

## 越前向氏概要
『一乗録』によれば越前向氏は朝倉氏庶流の一門で、南北朝時代に朝倉氏2代目朝倉高景の三男である久景が向姓を名乗ったことが始まりであるとされる。
また、向氏は初代久景から嫡子は代々「向駿河守」（朝倉駿河守とも）を名乗るのが慣例であったようでこれは戦国時代に至っても続いていた。
1504年（永正元年）に鬼辺郷1万石を封ぜられ、越前国の坂井郡木部新保を拠点としていた一族である。式内社紀部神社には円形の懸仏額を寄進している。

## 生涯
永禄11年（1568年）5月17日に朝倉義景が一乗谷に足利義昭を招き、朝倉屋敷にて饗応した席に同席していたという事が初出か。この席では朝倉景鏡を1位として連なる朝倉同名衆の中に名があり久家の序列は11番目であった。
天正元年（1573年）、朝倉氏が織田信長によって滅亡に追い込まれた一乗谷城の戦いの際には、近江国の大嶽砦が陥落した8月12日の時点で信長に降った。
以後、信長に従っていたが翌天正2年（1574年）に起きた越前一向一揆においては一揆側に付いた。しかし天正3年（1575年）に信長が越前一向一揆の鎮圧に本腰を入れて乗り出し、越前に進軍した時には8月12日に敦賀に滞陣していた信長の前に現れ、再び降伏を願い出た。信長は久家を助命し、同年8月16日には信長の命で朝倉景健自害の検死役を務めた。その後の動向は不明。